# Cáp Mê Xi
Cáp Mê Xi hay Ha Mê Xi (tiếng Trung: 哈迷蚩; bính âm: Hamichi), bản dịch cũ là Hấp Mê Xí, là nhân vật hư cấu trong tiểu thuyết Thuyết Nhạc toàn truyện của Tiền Thái. Cáp Mê Xi là quân sư của đại tướng Kim Ngột Truật, có vai trò lớn trong tiểu thuyết.

## Thân thế
Cáp Mê Xi xuất hiện lần đầu trong hồi 15 của tiểu thuyết, là quân sư của Lang chủ Đại Kim Hoàn Nhan Ô Cốt Đạt (完顏烏骨達), đứng thứ hai trong hàng văn thần, chỉ sau Tả thừa tướng Cáp Lý Cường (哈哩強; Hấp Lý Cường).

## Cuộc đời

### Đánh Tống lần đầu
Lang chủ mưu đồ đoạt lấy giang sơn Đại Tống, liền phái quân sư Cáp Mê Xi đến Trung Nguyên thăm dò. Cáp Mê Xi đến Tống nằm vùng, trở lại dâng lên tin mừng rằng: Vua Nam Man nhường ngôi cho con là Khâm Tông. Vua mới chỉ đam mê tửu sắc, để gian thần lộng hành, mưu hại trung lương, để biên ải không người canh gác. Giờ Lang chủ muốn đánh Trung Nguyên, chỉ cần phái quân đến là một trận liền thắng. Ô Cốt Đạt mừng rỡ, cho người đặt một con rồng sắt, cho người truyền lời rằng bất kể ai nhấc được sẽ trở thành nguyên soái đánh Tống. Tứ thái tử Hoàn Nhan Ngột Truật, vốn thích văn hóa Trung Nguyên nên bị vua cha ghét bỏ, muốn nhấc rồng lĩnh ấn. Ô Cốt Đạt biết chuyện, muốn đem Ngột Truật chém đầu, nhưng bị Cáp Mê Xi khuyên bảo, tha cho Ngột Truật. Ngột Truật nhấc được rồng sắt, được phong làm Xương Bình vương, Tảo nam đại nguyên soái, dẫn 50 vạn quân đánh Tống. Cáp Mê Xi từ đó trở thành quân sư của Ngột Truật.
Quân Kim tấn công Lộ An châu, đối đầu với Tiết độ sứ Tiểu Gia Cát Lục Đăng cầm 5.000 quân phòng ngự. Cáp Mê Xi nắm rõ tình báo, biết Lục Đăng là trung thần, thuật lại cho Ngột Truật. Ngột Truật ba lần đánh Lộ An đều thất bại, đang buồn rầu thì bắt được thám báo Triệu Đắc Thắng (趙得勝) của quân Tống. Cáp Mê Xi lừa thám báo, lấy được thư của Tổng binh ải Lưỡng Lang Hàn Thế Trung gửi cho Lục Đăng, từ đó biết được viện quân của Tiết độ sứ Tôn Hạo sắp tới. Cáp Mê Xi muốn tương kế tựu kế, làm giả thư tín, đóng giả làm Triệu Đắc Thắng để lừa Lục Đăng dẫn quân ra khỏi thành. Lục Đăng ban đầu nghi ngờ, dò hỏi Cáp Mê Xi về công trạng, vợ con của Hàn Thế Trung. Cáp Mê Xi trả lời đúng hết, khiến Đăng bỏ qua nghi ngờ. Nhưng do Cáp là người phương bắc, nên buổi tối nướng thịt dê ăn, bị Đăng phát giác. Lục Đăng cho rằng nếu giết Cáp Mê Xi thì người trong thiên hạ sẽ chê cười rằng bản thân sợ hãi mưu kế của Kim, nếu thả ra thì lần sau Cáp Mê Xi sẽ lại làm gian tế, nên cho người xẻo mũi để làm đặc điểm rồi thả về. Sau đó Ngột Truật dùng dũng phá thành, vợ chồng Lục Đăng tự vẫn, để lại một đứa con trai. Cáp Mê Xi muốn giết đứa bé, nhưng Ngột Truật vì kính trọng Lục Đăng nên không chấp nhận, nhận đứa bé làm con nuôi.
Quân Kim lại tiến đánh ải Lưỡng Lang, Cáp Mê Xi lại thuật hết năng lực của cha con Hàn Thế Trung, Hàn Thượng Đức (韓尚德), giúp Ngột Truật bao vây được hai cha con, lại chia quân đánh ải. Vợ của Hàn Thế Trung là Lương phu nhân cố thủ bất thành, bỏ chạy. Quân Kim chiếm được ải, Tiết độ sứ Hà Gian Trương Thúc Dạ đầu hàng. Tống Khâm Tông lấy Lý Cương làm nguyên soái, Tông Trạch làm phó dẫn 5 vạn quân cố thủ Hoàng Hà. Hai quân đang giằng co thì trời trở lạnh. Cáp Mê Xi cho rằng đây là điềm trời phù hộ quân Kim, lấy tích Quách Uy khi đánh Lưu Tri Viễn thì gặp Hoàng Hà đóng băng để thuyết phục Ngột Truật. Ngột Truật nghe theo, cho thám báo thăm dò, phát hiện nước sông đóng băng, liền cho quân vượt sông, đánh tan Lý Cương, áp sát kinh thành Biện Kinh.
Ngột Truật sau đó phái Cáp quân sư tiếp đón hai sứ đoàn của Tống. Đoàn đầu tiên gồm Triệu vương cùng Trạng nguyên Tần Cối dẫn đầu. Đoàn thứ hai gồm Khang vương với thượng thư Lý Nhược Thủy. Cáp Mê Xi khuyên Ngột Truật nên bắt giữ hoặc giết chết Cối, nhưng Ngột Truật cho rằng nên giữ lại sẽ có tác dụng. Nhờ Trương Bang Xương bán nước mà quân Kim bắt được hai vua Tống cùng các quan viên, phái Cáp quân sư áp giải về Kim. Trên đường đi, Trương Thúc Dạ gặp được, đau lòng tự sát. Lý Nhược Thủy thấy thế, bèn nhờ Cáp Mê Xi chôn cất tử tế. Khi đến Kinh đô Hoàng Long phủ, Cáp Mê Xi được Lang chủ ban yến, hỏi về tình hình Trung Nguyên. Cáp khuyên Lang chủ Trung Quốc còn binh mã các nơi chưa phục, nên rút lui ổn đình để mùa xuân năm sau lại ra quân.

### Đánh Tống lần hai
Quân Kim lần nữa nam hạ, do thái tử Niêm Hãn cùng Ngột Truật chia quân. Niêm Hãn bị Trương Sở cùng Nhạc Phi đánh bại, nguyên soái Đồng Tiên Văn Lang (銅先文郎) bị bắt. Không ngờ phó soái của Tống là Lưu Dự muốn hàng Kim, thả Đồng Tiên Văn Lang trở về trần thuật với Ngột Truật. Ban đầu Ngột Truật cho rằng Dự là hạng gian thần nên giết. Song Cáp Mê Xi lại cho rằng nên phong Lưu Dự làm vương. Ngột Truật nghe theo, phong Lưu Dự làm Lỗ vương, trấn thủ Sơn Đồng làm vùng đệm cho hai quân Tống, Kim.

### Đánh Tống lần bốn
Lang chủ Ngô Khất Mãi băng, truyền ngôi cho con trai là Hoàn Nhan Đông (完顏凍). Ngột Truật tranh ngôi thất bại, lại nghĩ rằng Nhạc Phi đã chết, bên Tống không còn ai có thể ngăn cản mình nữa, bèn bàn với quân sư Cáp Mê Xi dẫn theo các vương tử cùng 7 vị nguyên soái phạt Tống. Quân Tống lấy con trai của Nhạc Phi là Nhạc Lôi làm soái, đẩy lui quân Kim. Trong tình thế khẩn cấp, Cáp Mê Xi phụ họa ý kiến của Sơn Sư Đà (山獅駝), bày trận thế, dụ dỗ các chỉ huy của quân Tống đi ra để tiêu diệt. Cuối cùng, quân Kim thua trận, Ngột Truật bại vong. Bản thân Cáp Mê Xi bị Lục Văn Long bắt giữ, giao cho Nhạc Lôi xử chém.

## Nguyên mẫu lịch sử
Cáp Mê Xi được xây dựng là quân sư của danh tướng nước Kim Hoàn Nhan Tông Bật (Ngột Truật). Trong Tống sử, có hai lần Hoàn Nhan Tông Bật được người vô danh bày mưu, nhờ đó thoát khỏi nguy hiểm, thậm chí còn gián tiếp hại chết danh tướng Nhạc Phi của nước Tống.
Năm 1130, Tông Bật giao chiến với quân Tống do Hàn Thế Trung chỉ huy ở khúc sông trước chùa Tiêu Sơn, bị đẩy lui vào vũng Hoàng Thiên. Khi quân Kim đang tuyệt vọng, thì có một người họ Vương quê ở đất Mân đến hiến kế, chỉ cho Tông Bật lấy đất đổ lên thuyền, lại làm mái chèo, khi gió lặng thì chèo thuyền ra khiến quân Tống bất ngờ. Lại có một người hiến kế đào kênh nối với sông, để tiến lên thượng lưu, nhờ thế mà Tông Bất đánh tan quân của Hàn Thế Trung.
Năm 1140, Nhạc Phi bắc phạt, muốn thu phục đất Biện Lương. Hoàn Nhan Tông Bật bị đánh đến không còn sức giao chiến, hoảng loạn muốn bỏ thành lui quân. Có một thư sinh người Hán đến hiến kế cho Tông Bật, phân tích rằng: Từ xưa không có quyền thần trong triều, thì đại tướng làm sao lập công lớn ở bên ngoài. Nhạc thiếu bảo không có điều đó, làm sao mà thành công? Tông Bật hiểu ý, tiếp tục cố thủ. Quả nhiên sau đó Tần Cối dùng 12 lệnh kim bài triệu hồi Nhạc Phi. Hai năm sau, Nhạc Phi bị hại chết.

## Trong văn hóa đại chúng
Trong bộ phim truyền hình Tinh trung Nhạc Phi 2013, Cáp Mê Xi do diễn viên An Trạch Hào (安泽豪) thủ vai.